# Neuropathie
Neuropathie (Grieks: zenuwziekte) is het niet goed functioneren van een of meer zenuwen. Is er slechts een enkele zenuw aangedaan, dan spreekt men van mononeuropathie, zijn het er enkele van oligoneuropathie, zijn het er vele dan spreekt men van polyneuropathie. Het heeft dus niets met het Nederlandse woord 'zenuwziekte' van doen, dat meer psychiatrische connotaties heeft.
De oorzaken kunnen van verschillende aard zijn. Het frequentst komt de neuropathie voor die veroorzaakt wordt door diabetes. In het algemeen onderscheiden we neuropathie door de volgende oorzaken.
mechanisch:
- biomechanisch, bijvoorbeeld drukneuropathie
- beschadiging, door bijvoorbeeld een operatie of een trauma

metabool:
- metabool, bijvoorbeeld door gebrek aan sommige vitamines of door diabetes mellitus
- erfelijk, bijvoorbeeld de HMSN-aandoeningen, of de ziekte van Charcot-Marie-Tooth

toxisch, door vergiften:
- beschadiging door chemotherapie, toegepast i.v.m. bestrijding van kanker
- geneesmiddelen.[1]

infectieus:
- bijvoorbeeld door lepra of gordelroos

Neuropathie uit zich sensibel vooral door verminderde functie (doof gevoel) als door foutieve functie (die gevoeld kunnen worden als tintelingen, prikkelingen, koud pijnlijk gevoel, branderig gevoel, en aanrakingspijnen) en motorisch door krachtsverlies. Bij neuropathie kan ook ernstige pijn voorkomen die neuralgie of zenuwpijn, genoemd wordt. Deze pijn kan het best door de arts in kaart gebracht worden via de zogenaamde DN4-pijnschaal. Bij het scoren van 4 of meer is er duidelijk sprake van neuropathische pijnen. Aanhoudende pijn na een aanval van gordelroos wordt postherpetische neuralgie genoemd.